# Casio PB-100
Le Casio PB-100 est un ordinateur de poche de la société japonaise Casio. Il a été commercialisé au Japon en octobre 1982.

## Histoire
Le PB-100 est développé en 1982 au Japon et est commercialisé, au début de l'année 1983 en France au prix de 680 francs français (FF) environ. C'est le premier ordinateur personnel de la série PB de Casio. Il a été conçu comme un outil d'initiation à la programmation en BASIC. Selon le journaliste Jean-Louis Marx, les initiales PB sont la signification de "Personal BASIC".
C'est un ordinateur personnel économique comportant de base 762 octets, dont 544 octets pour les programmes, extensible à 1568 octets grâce à l'ajout d'une mémoire additionnelle. Le PB-100 sera rapidement remplacé par le PB-700 puis par le PB-1000.

## Versions
Le PB-100 a plusieurs déclinaisons :
- PB-100F : sorti en 1984 qui intègre quelques améliorations dans les instructions BASIC ;
- PB-110 : PB100 avec fonction simple de bases de données personnelles (téléphone, mémo) ;
- PB-120 : comprenant une fonction simple de bases de données personnelles de 8 ko (téléphone, mémo) ;
- PB-200 : comprenant l'extension mémoire de 1568 octets ;
- PB-300 : comprenant l'extension mémoire et une imprimante intégrée ;
- PB-400 : comprenant le double de mémoire par rapport au PB-100 ;
- FX-700p, FX-700p V2, FX-700p (E) & Super College : PB-100 avec des fonctions mathématiques accessibles avec la touche F ;
- FX-710p & Super College 2 : PB-400 avec des fonctions mathématiques accessibles avec la touche F.

## Autres marques en ODM
Le PB-100 et ses dérivés ont été commercialisés par d'autres marques en ODM dont :

### PB-100
- RadioShack TRS-80
- Olympia OP-544

### PB-100F
- Tandy PC-4

### PB-110
- Olympia OP-545

### PB-200
- Saibu Type 4001

### FX-700p
- Elektronika MK-85/MK-85M/MK-85C

## Description
Le PB-100 se présente sous la forme d'un petit boitier en aluminium au format rectangulaire. Il pèse 116 grammes et est livré dans un étui noir et souple. Le clavier QWERTY est constitué de 54 touches. L'afficheur à cristaux liquide, réglable en intensité, affiche une ligne de 12 caractères et quelques indications comme le nombre d'octets disponibles, le mode choisi et l'état de certaines touches.
Le BASIC résident conçu par Casio propose les principales fonctions de ce langage. Son exécution est rapide mais il souffre d'un manque de fonctions d'édition élaborées. Le nombre de programme est limité à 10 et est accessible par les touches P0 à P9.
Le PB-100 était livré avec un ouvrage d'initiation au BASIC de 193 pages.

## Caractéristiques techniques
- CPU : HD61913 CMOS VLSI 455 kHz, bus à quatre bits externe
- RAM : 762 octets, extensible avec le module OR-1 à 1786 octets
- ROM : 12 KB
- Affichage : 1 ligne de 12 caractères, monochrome LCD
- Programmation : interpréteur BASIC
- Clavier : 53 touches clavier QWERTY
- Alimentation : 6V (0,02 W) – 2 batteries au lithium de 3V (CR-2032)